# Францль, Виктор
Виктор Францль (нем. Viktor Franzl; 27 июля 1892, Брно, Цислейтания — не ранее 1940) — австрийский и чехословацкий легкоатлет-универсал. Участник летних Олимпийских игр 1912 года.

## Биография
Виктор Францль родился 27 июля 1892 года в австро-венгерском городе Брно (сейчас в Чехии).
Выступал в легкоатлетических соревнованиях за Брненскую спортивную ассоциацию (1911—1912) и венский ВАК (1912—1914). Пять раз становился чемпионом Австрии: в 1911 году в прыжках в длину, в 1913 году — в беге на 110 метров с барьерами, прыжках в длину и с шестом и в метании копья. В 1913 году был рекордсменом Австрии в беге на 75 ярдов с барьерами (10,4 секунды), прыжках в длину (6,92 метра), с шестом (3,51 метра) и тройном прыжке (14,18 метра). В том же году был признан лучшим легкоатлетом Австрии.
В 1912 году вошёл в состав сборной Австрии на летних Олимпийских играх в Стокгольме. В прыжках с шестом поделил 18-22-е места в квалификации, показав результат 3,20 метра — на 45 сантиметров меньше норматива, дававшего право выступить в финале. В прыжках в длину занял 18-е место, показав результат 6,57 метра и уступив 1,03 метра завоевавшему золото Альберту Гаттерсону из США. Также был заявлен в тройном прыжке, но не вышел на старт.
Впоследствии выступал за Чехословакию, в начале 1920-х годов был одним из сильнейших в стране прыгунов с шестом. Представлял Брненский спортклуб (1919) и «Брюнн» (с 1920 года). В 1923 году участвовал в матчевой встрече Австрия — Чехословакия.
В 1940 году числился лейтенантом кавалерийского полка.
Дата смерти неизвестна.

## Личные рекорды
- Бег на 110 метров с барьерами — 15,6 (8 сентября 1921, Вена)[7]
- Прыжки в длину — 6,92 (29 сентября 1912, Вена)[2][7]
- Прыжки с шестом — 3,70 (10 июля 1921, Орхус)[2][7]
- Тройной прыжок — 14,24 (1 июля 1922, Берлин)[7]
- Метание копья — 50,19 (8 сентября 1913, Вена)[7]

## Семья
Отец — Йозеф Францль (1865—1931), финансовый руководитель.
Мать — Габриэле Францль (в девичестве Лош) (1871—1940), домохозяйка.
Младший брат — Франц Францль (1893—?), служащий.
Младший брат — Рудольф Францль (1895—1896).
Младший брат — Бруно Францль (1897—?), легкоатлет.